# IC 3383
IC 3383 је лентикуларна галаксија у сазвјежђу Дјевица која се налази на листи објеката дубоког неба у Индекс каталогу.
Деклинација објекта је + 10° 17' 51" а ректасцензија 12h 28m 12,4s. Привидна величина (магнитуда) објекта IC 3383 износи 14,1 а фотографска магнитуда 15,0. IC 3383 је још познат и под ознакама MCG 2-32-75, CGCG 70-105, VCC 1075, PGC 40970.